# 諾域治2015年至2016年球季
諾域治2015年至2016年球季（英語：2015–16 Norwich City F.C. season）是诺维奇城足球俱乐部在英格蘭足球聯賽第89個球季，去季於英冠取得第三位，再透過附加賽取得升班資格，於降班一季後重返頂級聯賽作賽的首個球季。

## 球衣
| 主場球衣 | 作客球衣 |

## 球員名單
粗體字為本季新加盟球員

## 外部連結
- 諾域治官方網站
- Norwich @ Soccerbase（页面存档备份，存于）
- espnfc: Norwich Home（页面存档备份，存于）
- norwichcity-mad（页面存档备份，存于）
- historicalkits.co.uk: Barclays English Premier League 2015 - 2016（页面存档备份，存于）